# Pentapycnon charcoti
Pentapycnon charcoti är en havsspindelart som beskrevs av Bouvier, E.L. 1910. Pentapycnon charcoti ingår i släktet Pentapycnon och familjen Pycnogonidae. Inga underarter finns listade i Catalogue of Life.